# The Emperor's New Clothes
The Emperor's New Clothes è un brano composto e interpretato dall'artista britannico Elton John; il testo è di Bernie Taupin. Il titolo del testo di Taupin (letteralmente I vestiti nuovi dell'imperatore) rimanda alla celebre fiaba di Andersen.

## Il brano
Costituisce il brano d'apertura dell'album Songs from the West Coast; è uno dei pezzi più sofisticati del disco, articolato e basato sul pianoforte di Elton (i primi accordi danno l'impressione di ascoltare una melodia orientale). Degni di nota anche i cori di Davey Johnstone, Nigel Olsson e Paul Bushnell, rassomiglianti a quelli del classico sound degli anni Settanta e amalgamati dal produttore Patrick Leonard; l'arrangiamento dei fiati è opera dello storico Paul Buckmaster. Il leader della Elton John Band, il già citato Davey Johnstone, è presente anche alle chitarre, mentre al basso vi è Paul Bushnell. Nel pezzo suona la batteria Nigel Olsson, mentre Jay Bellerose si cimenta alle percussioni.
Il brano è stato molto lodato dalla critica, così come tutto l'album di cui esso fa parte.